# Estádio do Bonfim
O Estádio do Bonfim é um estádio de futebol onde joga o Vitória de Setúbal e localiza-se no centro da cidade de Setúbal e tem uma capacidade homologada, desde 2017, para 15 497 lugares devido à falta de condições de estar e segurança.
O estádio situado junto ao Parque do Bonfim, inaugurado a 16 de Setembro de 1962, já teve capacidade para cerca de 35 000 espectadores. Após a colocação de cadeiras individuais e o encerramento ao público dos dois peões inferiores visando um maior conforto dos espectadores viu reduzida a sua lotação oficial para cerca de 20 000 lugares.
O Complexo onde se insere o estádio conta ainda com mais 2 campos sintéticos homologados de apoio ao futebol formação, o Pavilhão Antoine Velge para modalidades indoor e eventos com cerca de 1 200 lugares.
É um dos símbolos principais da cidade de Setúbal que se foi degradando ao longo do tempo devido à quebra financeira (pré-falência) do Vitória de Setúbal que não permitem o investimento necessário para a sua renovação. Com efeito, os terrenos e infraestruturas do clube sadino que estavam penhorados levou a Câmara Municipal de Setúbal a tomar posse dos mesmos, a 12 de novembro de 2020, por uma quantia de 1,5 milhões de euros, evitando assim especulações imobiliárias e salvaguardando o património do clube e da cidade.

## História
O estádio do Bonfim foi sucessor do antigo Campo dos Arcos, casa do Vitória de 1913 a 1962. Foi mandado construir pelo então histórico presidente Mário Ledo, e foi construído entre 1953 a 1961, com a ajuda da cidade e do povo, que muito se esforçou para o Vitória ter um estádio digno do seu nome. Foi inaugurado no dia 16 de setembro de 1962, com um desfile de modalidades, casa cheia, também estiveram presentes Américo Tomás (presidente da república) e também António de Oliveira Salazar (primeiro ministro) e fez-se a estreia em campo num jogo contra a Académica de Coimbra (perdendo por 1-0).
Desde lá para cá foi palco de inúmeros acontecimentos desportivos de onde se destaca obviamente os jogos do Campeonato Nacional de Futebol da Primeira Liga e da Taça de Portugal, bem como alguns jogos internacionais, não só da equipa setubalense, mas também da própria Seleção Nacional de Portugal. Foi em tempos uma das mais modernas infraestruturas desportivas em Portugal tornando-se, com o passar dos anos, um dos mais tradicionais estádios do futebol português. Também albergou a final da Supertaça Cândido de Oliveira em 2001/02.
A iluminação do estádio foi inaugurada em 1970, numa vitória contra o Sporting Gijón por 2-1 e a partir daí o Vitória pôde passar a jogar os jogos europeus em sua casa. Tem 4 postes de iluminação com 46 metros cada um. Todavia é hoje uma obra desatualizada. A UEFA não credenciou o recinto para provas internacionais, razão pela qual o Vitória de Setúbal teve que disputar a Taça UEFA em Lisboa na sua ultima participação.
O estádio teve a maior enchente num jogo contra o Spartak Moscovo nos 1/8 de final da Taça UEFA de 1971/72 onde estiveram 40 000 espectadores, e no qual o Vitória venceu por 4-0, com dois golos de José Torres, um golo de Jacinto João e um golo de Octávio Machado.